# Scimus Fili
Scimus Fili (Latijn voor Wij weten, mijn zoon..) was een pauselijke bul uitgevaardigd in 1299 door paus Bonifatius VIII, waarin hij de invasie en bezetting van Schotland door Engeland, onder leiding van koning Eduard I veroordeelde.

## Voorgeschiedenis
Aan het einde van de 13e eeuw ontstonden er in Schotland problemen met betrekking tot de troonopvolging. Alexander III was getrouwd met Margaretha van Engeland en hadden o.a. twee zonen gekregen die eventueel in aanmerking kwamen voor de troon. Beide zoons (Alexander en David) overleden voor hun vader en kinderloos. Om een eventuele koningscrisis te vermijden riep Alexander III het Schotse Parlement op om zijn kleindochter Margaretha, dochter van de Noorse koning,  te erkennen als zijn erfgenaam.  Zij zou echter nooit de troon bestijgen, doordat zij op haar reis van Noorwegen naar Schotland overleed.
Hierop wendde het Schotse Parlement zich tot de Engelse koning Eduard I om in deze kwestie te bemiddelen. Op zijn advies werd John Balliol gekozen, maar werd daardoor in feite een stroman van de Engelse koning. Toen Baillol echter in 1296 in opstand kwam tegen de Engelse koning (naar aanleiding van een verzoek om Schotse legers te leveren voor een oorlog tegen Frankrijk) greep Eduard I in en zette de koning af en verklaarde zich zelf tot koning van Schotland.

## Bul
In de bul verwierp paus Bonifatius de claim van Engeland op de Schotse troon, in het bijzonder omdat in 1192 paus Celestinus III de Schotse kerk rechtstreeks onder het gezag van de Heilige Stoel had geplaatst met zijn bul Cum universi. Ook werd in de bul gewezen op de overtreding van het Verdrag van Birgham (1290), waarin de soevereiniteit van Schotland werd erkend.